# Stara Róża
Stara Róża – wieś w Polsce położona w województwie lubelskim, w powiecie łukowskim, w gminie Stoczek Łukowski.
W miejscowości znajdował się Zespół Oświatowy, który po reformie oświaty przeprowadzonej w 2017 roku został przekształcony w Szkołę Podstawową im. Mieczysława Jastrzębskiego. Mieszkańcy wsi w większości zatrudnieni są w rolnictwie, usługach budowlanych, transporcie. We wsi znajdują się trzy tartaki (ze względu na bliskość dużego kompleksu leśnego Lasy Łukowskie). 
| SIMC    | Nazwa    | Rodzaj    |
| ------- | -------- | --------- |
| 0691613 | Borek    | część wsi |
| 0691620 | Zamoście | część wsi |

W latach 1975–1998 miejscowość administracyjnie należała do województwa siedleckiego.
Wieś stanowi sołectwo w gminie Stoczek Łukowski. Według Narodowego Spisu Powszechnego z roku 2011 wieś liczyła 338 mieszkańców.
Wierni Kościoła rzymskokatolickiego należą do parafii Wniebowzięcia Najświętszej Maryi Panny w Stoczku Łukowskim.